# Spiralium

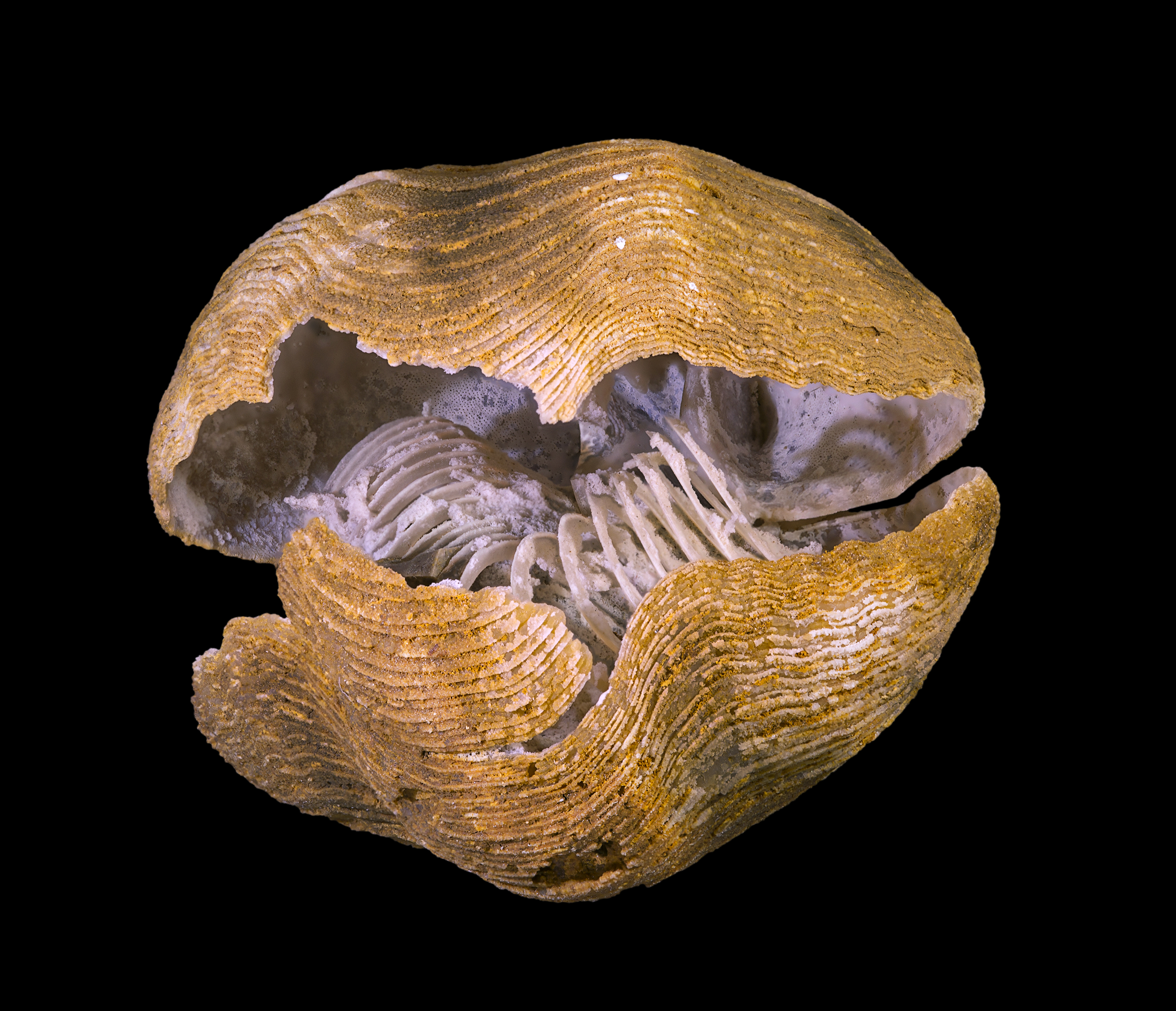
Liospiriferina rostrata, przedstawiciel spiriferinidów z liasu Francji. Rozwarta muszla od strony przedniej; we wnętrzu widoczne spiralium.

Spiralium – szkielet lofoforu ramienionogów w postaci taśmowatej listewki zwiniętej w formie spirali lub stożka; jedna z form brachidium.

## Opis
U niektórych ramienionogów lofofor – główny organ służący do oddychania i odżywiania się – posiada szkielet wewnętrzny, który może podtrzymywać tylko proksymalną część lofoforu (krura) lub zarówno proksymalną jak i dystalną (brachidium). Jedną z dwóch form brachidium są spiralia – każde z dwóch ramion lofoforu jest podparte listewką skręconą w formie stożka (spirali w rzucie na płaszczyznę). Każdy z dwóch stożków nosi nazwę spiralium czyli pojedyncze brachidium składa się z pary spiraliów.

## Występowanie
Ułożenie i budowa spiraliów jest diagnostyczne dla rzędów ramienionogów:
- u przedstawicieli rzędu Atrypida końce spiralium (szczyty stożków) są zwrócone w stronę skorupki grzbietowej lub w stronę środka muszli (ułożenie dorsalne lub medialne)[2];
- u przedstawicieli rzędu Athyridida końce spiralium są zwrócone na zewnątrz lub w stronę skorupki brzusznej (ułożenie lateralne lub wentralne); jugum obecne[3]; u niektórych (rzadkich) atyridów spiralium jest podwójne (diplospiralium)[4];
- u przedstawicieli rzędów Spiriferida i Spiriferinida końce spiralium są zwrócone na zewnątrz (ułożenie lateralne); jugum obecne u spiriferinidów, brak u spiriferidów[5][6].

W dawniejszej systematyce wszystkie ramienionogi posiadające spiralium zaliczano do rzędu Spiriferida [s.l.].
Pierwsze ramienionogi posiadające spiralium pojawiły się w ordowiku, a ostatnie wymarły w jurze. Spiralium nie występuje u żadnych współczesnych ramienionogów.

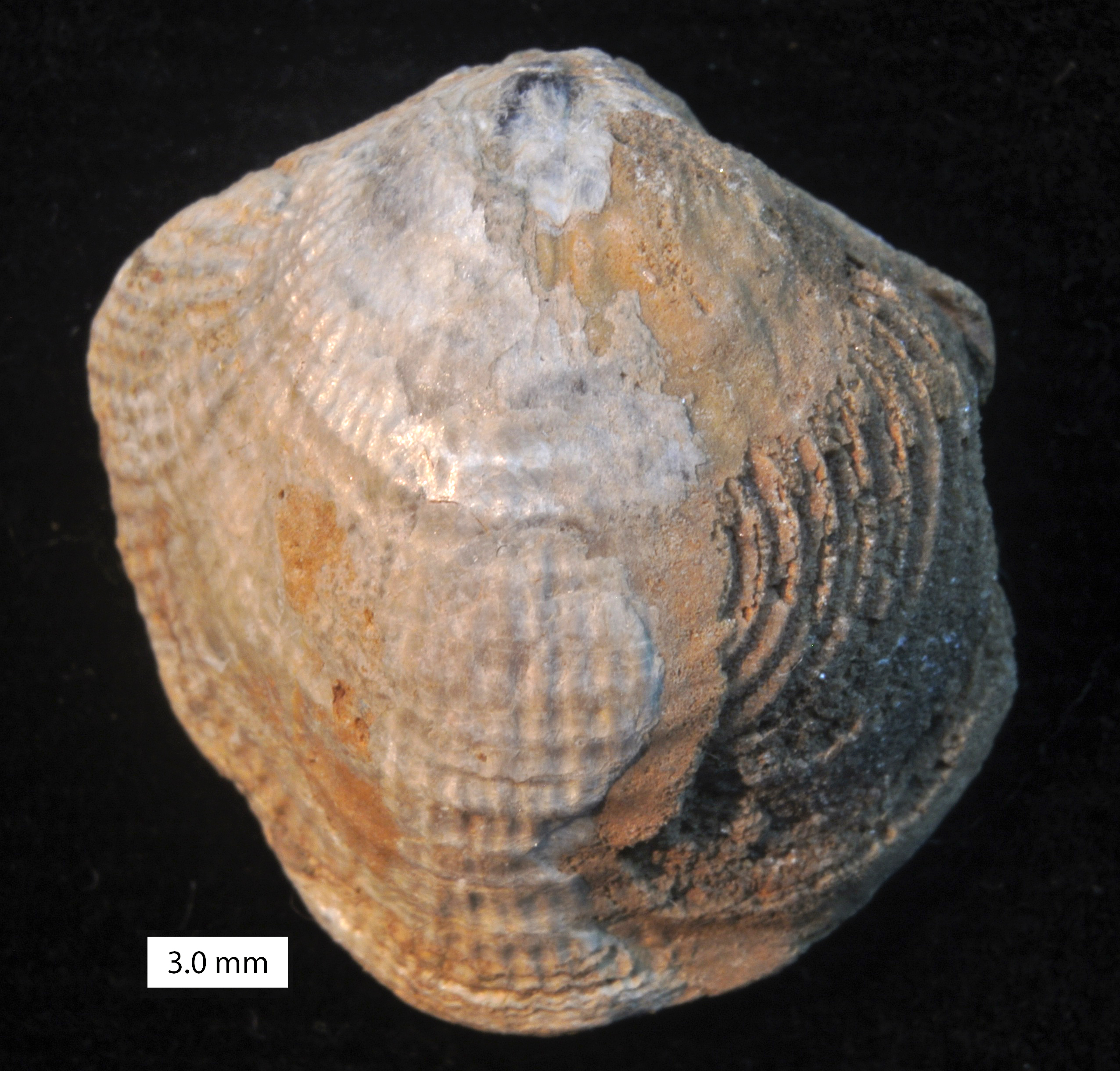
Atrypa sp., przedstawiciel atrypidów. Częściowo złuszczona muszla (po prawej stronie) pozwala dojrzeć dorsalnie skierowane spiralium
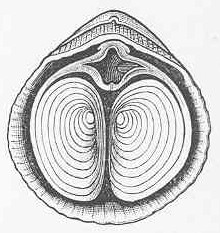
Atrypa sp., rysunek rekonstrukcyjny: para spiraliów ułożonych dorsalnie
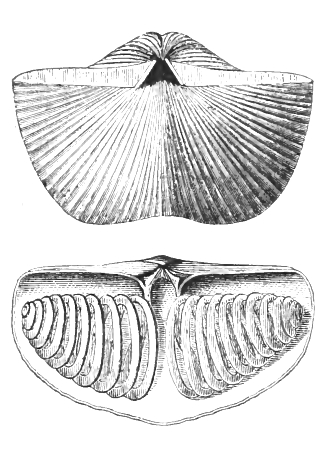
Spirifer striatus, przedstawiciel spiriferidów. Muszla w widoku grzbietowym i rysunek rekonstrukcyjny lateralnie ułożonych spiraliów
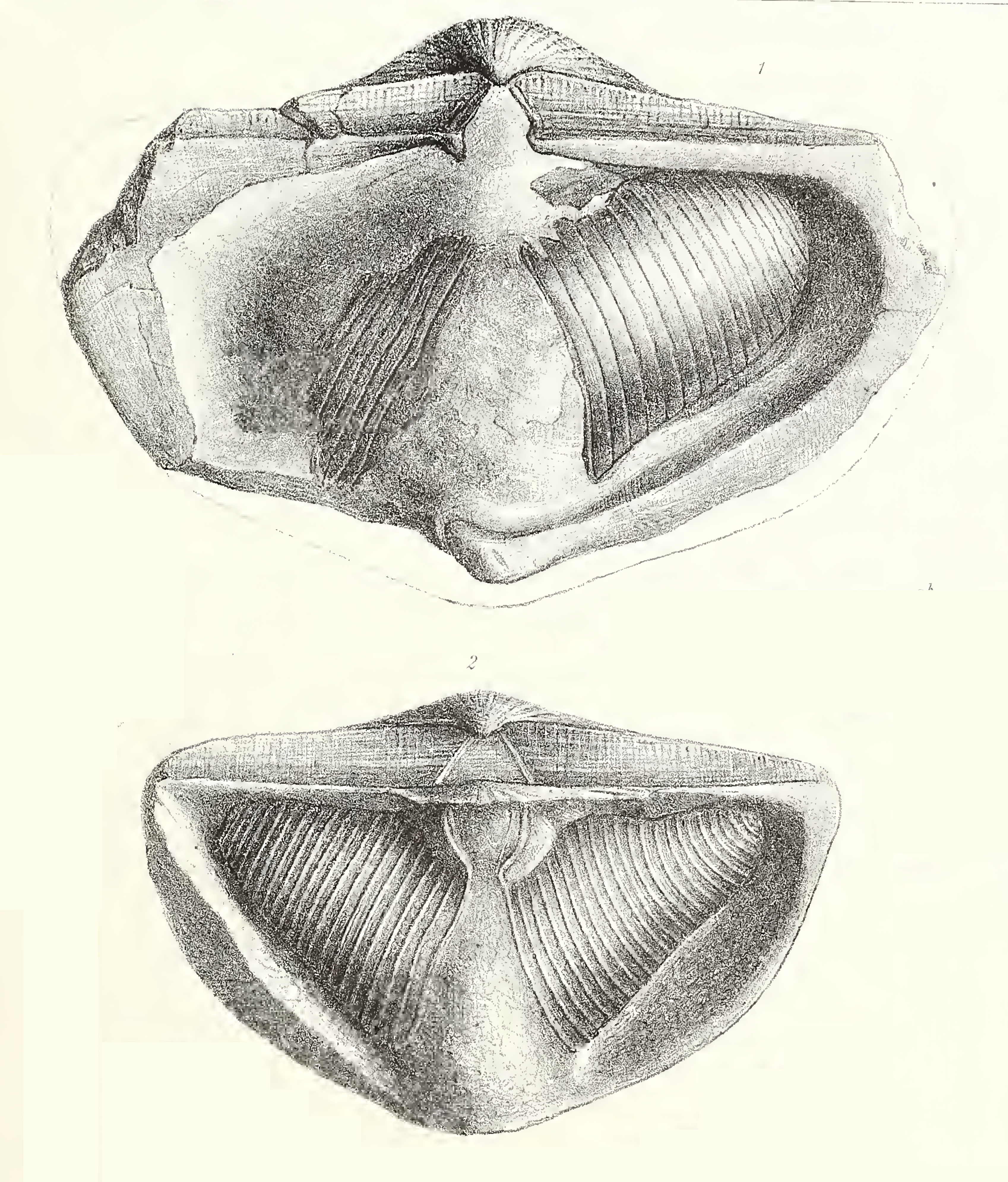
Spirifer striatus, rysunki spiraliów

## Metody badań
Wewnętrzne struktury muszli ramienionogów, w tym spiralium, najczęściej bada się przy pomocy metody szlifów seryjnych, natomiast w wyjątkowych przypadkach spiralium można wypreparować.